# Chi Cử
Chi Cử (danh pháp khoa học: Fagus) là một chi thực vật thuộc họ Fagaceae, có tên tiếng Việt là chi cử theo tên gọi loài đại diện có phân bổ ở Việt Nam là Fagus longipetiolata (Cử cuống dài). Chi này gồm các loài thực vật có bộ nhiễm sắc thể 2n=24

## Danh sách loài
- Fagus chienii
- Fagus crenata
- Fagus engleriana
- Fagus grandifolia (đồng nghĩa: Fagus alba)
  - Fagus grandifolia subsp. mexicana
- Fagus hayatae
- Fagus japonica
  - Fagus japonica var. multinervis
- Fagus longipetiolata - Sồi cánh, cử cuống dài, cử Sa Pa.
  - Fagus longipetiolata f. clavata
- Fagus lucida
- Fagus orientalis
- Fagus sylvatica (đồng nghĩa: Fagus aenea)
- Fagus taurica (đồng nghĩa: Fagus × moesiaca, Fagus × moesiaca f. leucodermis)

## Hình ảnh

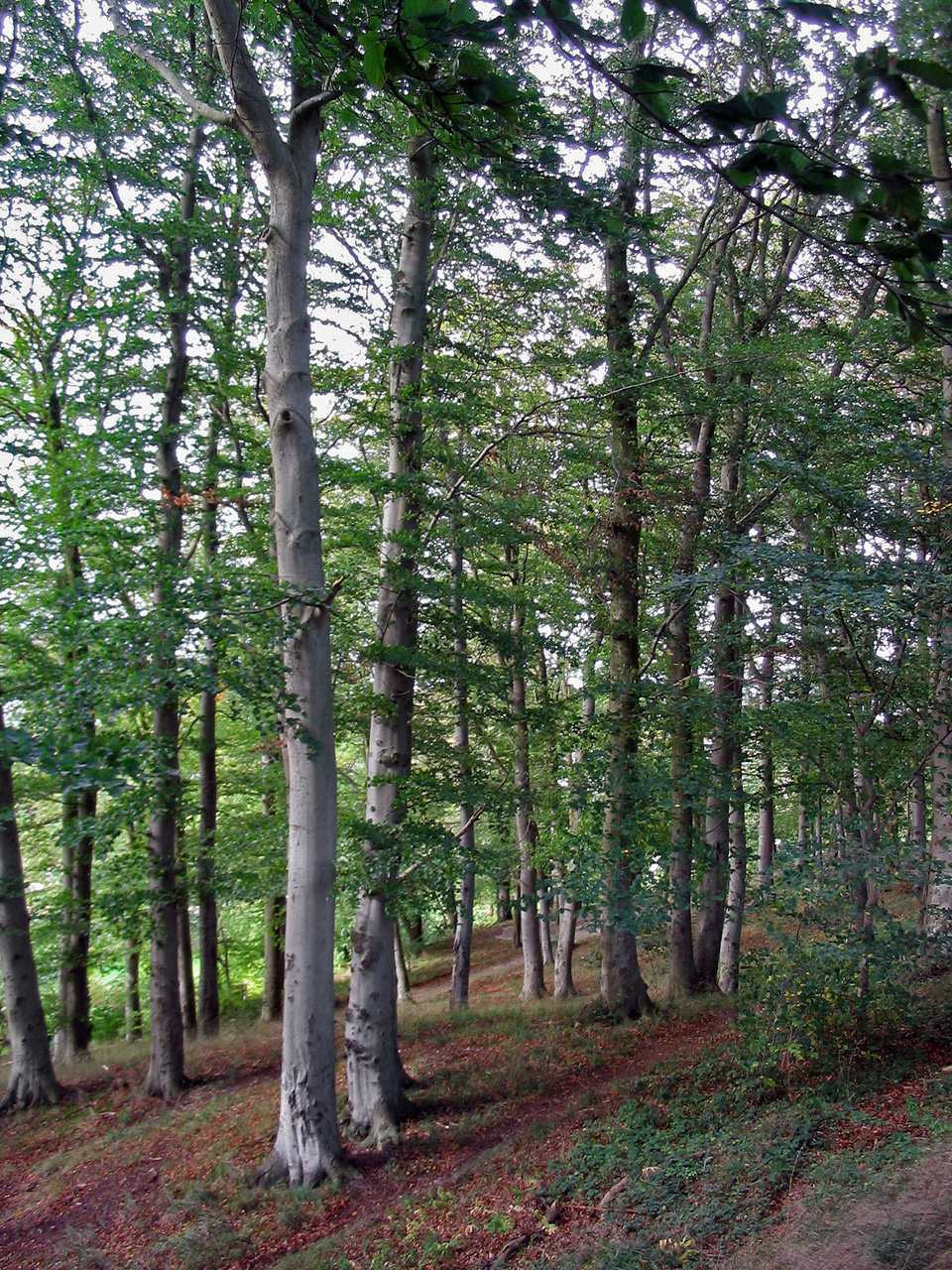
Fagus sylvatica (Dẻ gai châu Âu)
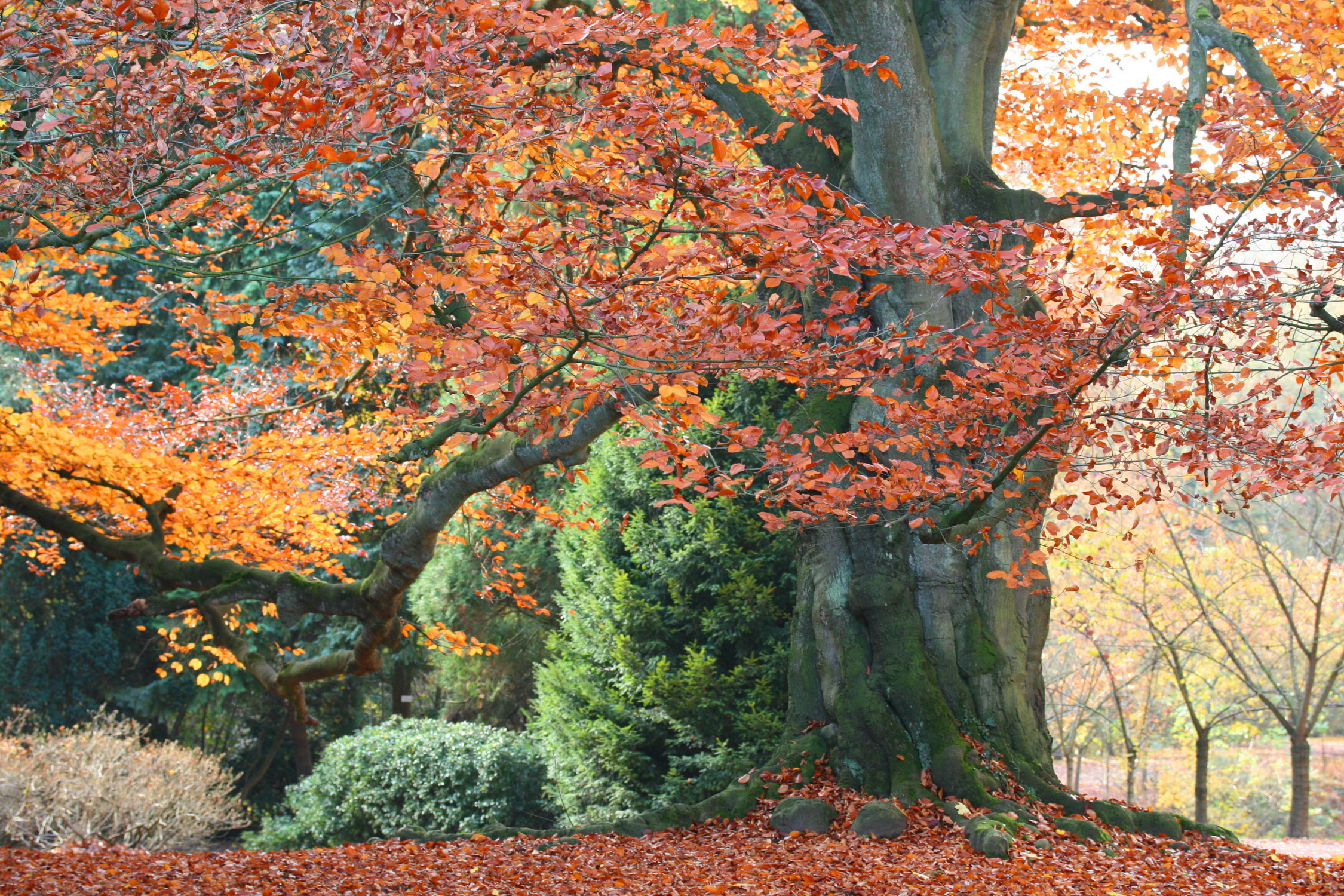
Dẻ gai châu Âu vào mùa thu
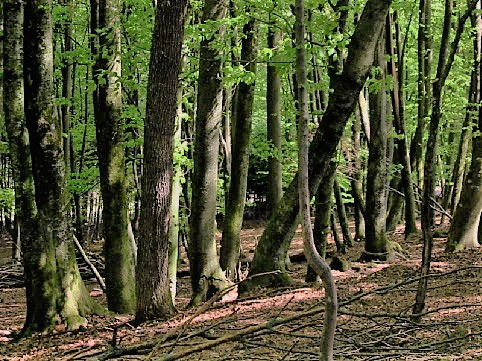
Fagus sylvatica
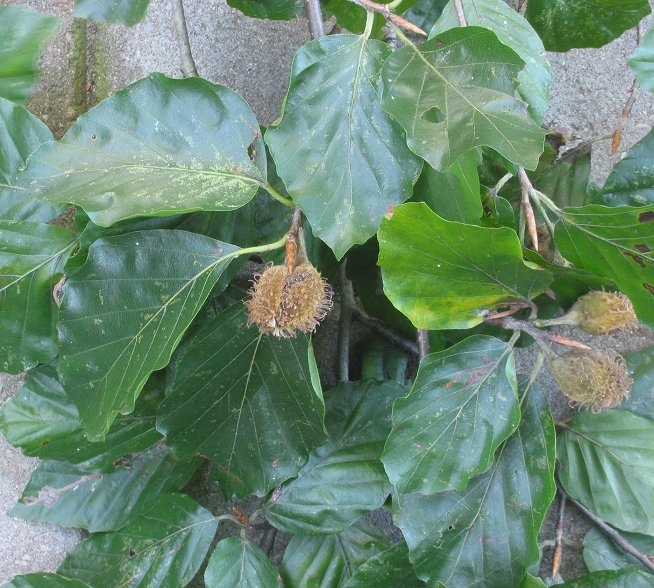
Trái Fagus sylvatica
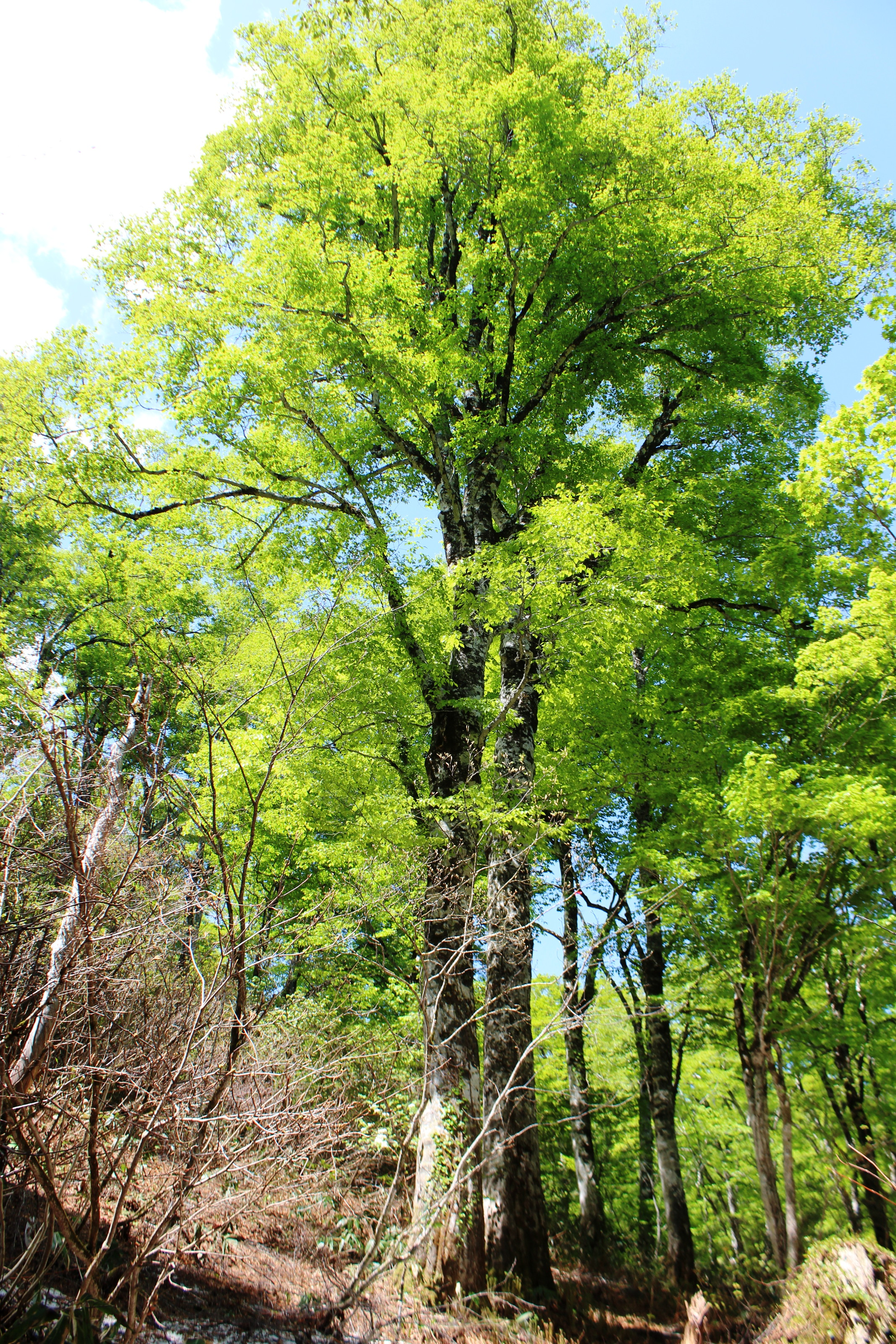
Fagus crenata
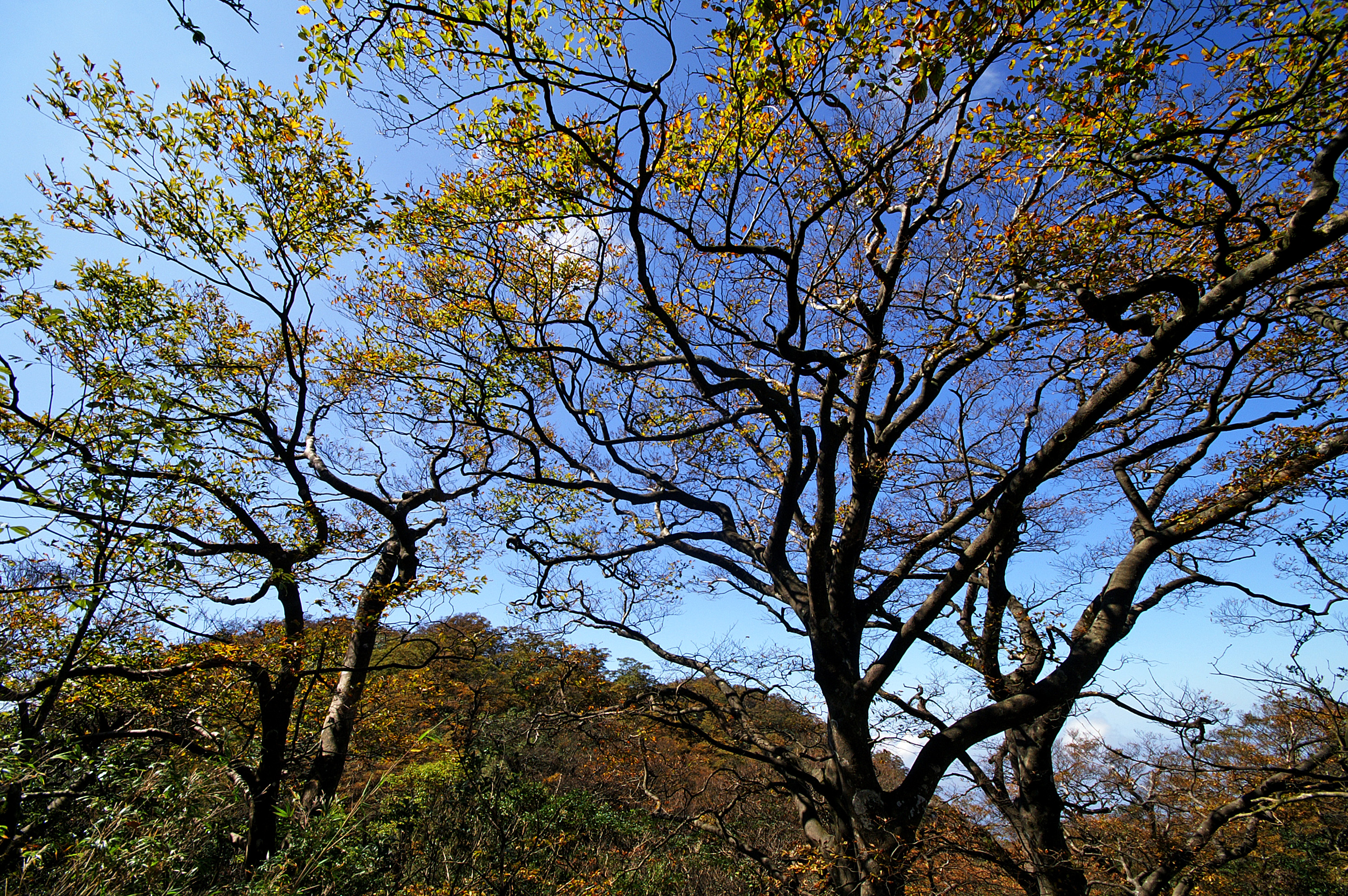
Fagus hayatae (sồi Đài Loan)
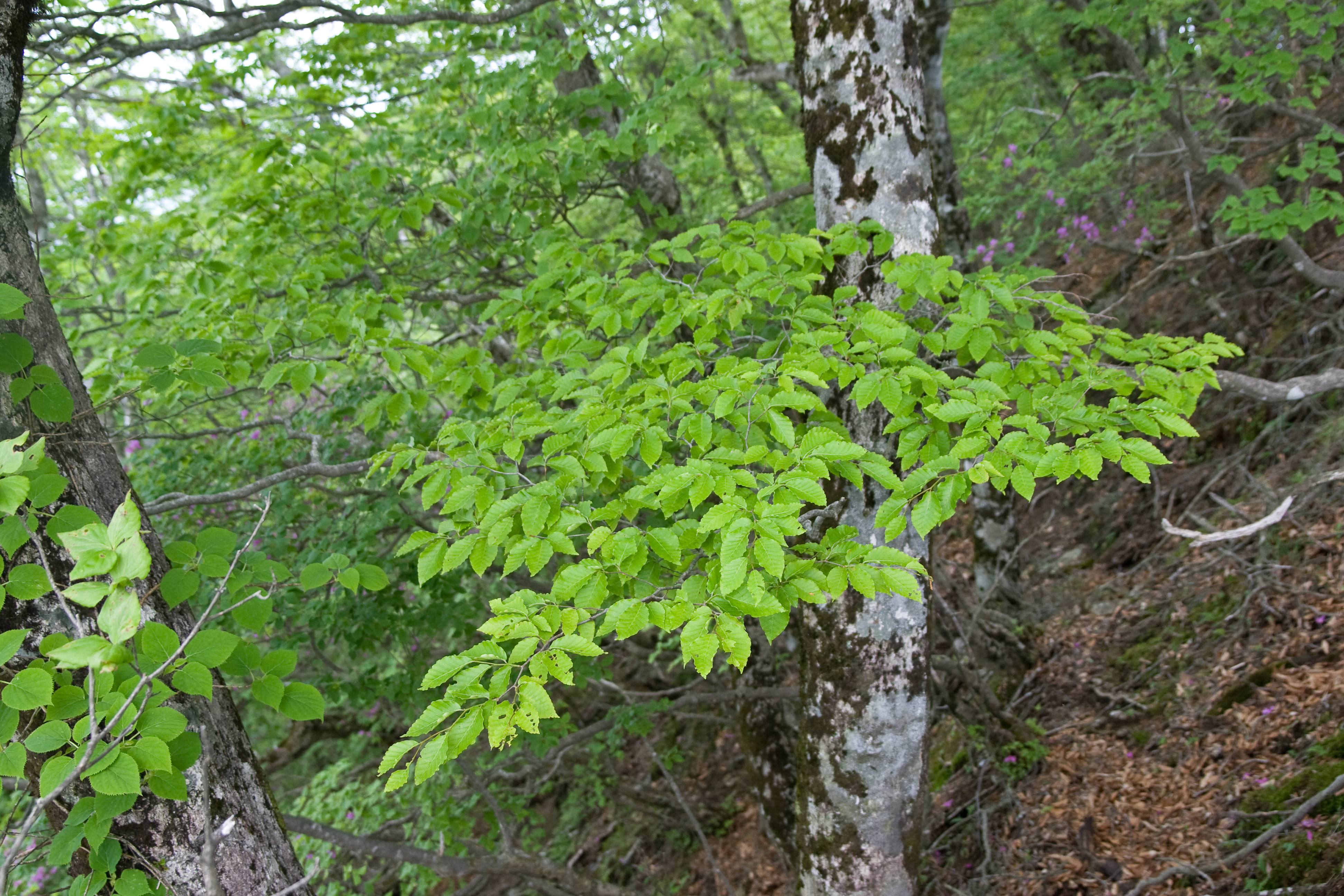
Fagus japonica